# Atli Örvarsson
Atli Örvarsson est un compositeur de musique de film islandais, né le 7 juillet 1970 à Akureyri. Il travaille pour le studio Remote Control Productions.

## Filmographie

### Cinéma
- 2001 : ...Or Forever Hold Your Peace de Kenneth August
- 2001 : Lansdown de Tom Zuber
- 2002 : Dead Above Ground de Chuck Bowman
- 2004 : The Wager de Sigur-Björn
- 2005 : Stuart Little 3 : En route pour l'aventure (Stuart Little 3: Call of the Wild) d'Audu Paden (vidéo)
- 2005 : Strike the Tent (The Last Confederate: The Story of Robert Adams) d'A. Blaine Miller
- 2008 : Angles d'attaque (Vantage Point) de Pete Travis
- 2008 : Babylon A.D. de Mathieu Kassovitz
- 2009 : The Code (Thick as Thieves) de Mimi Leder
- 2009 : Phénomènes paranormaux (The Fourth Kind) d'Olatunde Osunsanmi
- 2011 : Le Dernier des Templiers (Season of the Witch) de Dominic Sena
- 2011 : L'Aigle de la Neuvième Légion (The Eagle) de Kevin Macdonald
- 2013 : Hansel and Gretel: Witch Hunters de Tommy Wirkola
- 2013 : A Single Shot de David M. Rosenthal
- 2013 : Evidence d'Olatunde Osunsanmi
- 2013 : The Mortal Instruments : La Cité des ténèbres (The Mortal Instruments: City Of Bones) de Harald Zwart
- 2013 : Colette de Milan Cieslar
- 2015 : Blóðberg de Björn Hlynur Haraldsson
- 2015 : Béliers (Hrútar) de Grímur Hákonarson
- 2015 : Un homme parfait (The Perfect Guy) de David M. Rosenthal
- 2015 : Bilal: A New Breed of Hero de Khurram H. Alavi et Ayman Jamal
- 2016 : Fyrir framan annað fólk d'Óskar Jónasson
- 2016 : The Edge of Seventeen de Kelly Fremon Craig
- 2017 : Hitman and Bodyguard de Patrick Hughes
- 2018 : How It Ends de David M. Rosenthal
- 2019 : Jacob's Ladder de David M. Rosenthal
- 2020 : Eurovision Song Contest: The Story of Fire Saga de David Dobkin
- 2021 : Hitman and Bodyguard 2 (The Hitman's Wife's Bodyguard) de Patrick Hughes

### Télévision
- 1993 : New York Police Blues (série télévisée) de Steven Bochco (cocompositeur avec Mike Post, Edward Rogers et Danny Lux)
- 2001 : New York, section criminelle (série télévisée) de Dick Wolf (cocompositeur avec Mike Post)
- 2003 : Dragnet (série télévisée) de Dick Wolf (cocompositeur avec Mike Post)
- 2005 : Just Legal (série télévisée) de Jonathan Shapiro
- 2006 : Six Degrees (série télévisée) de Raven Metzner (cocompositeur avec Michael Giacchino et Adam Cohen)
- 2010 : Los Angeles, police judiciaire (série télévisée)
- 2012 : Chicago Fire (série télévisée)
- 2014 : Chicago P.D. (série télévisée)
- 2020 : Most Wanted Criminals (FBI: Most Wanted) (série télévisée)
- 2022 : Sous emprise (No limit) de David M. Rosenthal (film Netflix)
- 2023 : Silo de Graham Yost
- 2025 : On Call

### Court-métrage
- 2000 : Bad Dog de Peter Freedman
- 2003 : Jacob's Sound d'Anna Dudley
- 2004 : Fear Within de Lisa Lynn Parsons
- 2011 : Pension Gengid de Pall Grimsson